# Неупокоевский
Неупокоевский — упразднённый посёлок в Зейском районе Амурской области России. Исключен из учётных данных в 1976 году.

## География
Посёлок располагался на правом берегу реки Деп в месте впадения в неё ручья Неупокоевского, на расстоянии примерно 25 километров (по прямой) к северо-востоку от поселка Ясный.

## История
По данным 1926 года в заимке Неупокоевка имелось 1 хозяйство крестьянского типа и проживало 2 человека (1 мужчина и 1 женщина). В национальном составе населения преобладали русские. В административном отношении входил в состав Дамбукинского сельсовета Зейского района Зейского округа Дальневосточного края.
Решением Амурского исполкома от 18 мая 1976 года № 208, посёлок Неупокоевский исключён из учётных данных как фактически не существующий.